# Renka Tairan
Renka Tairan (恋華大乱?) è un brano musicale di Masami Okui pubblicato come singolo il 21 aprile 2010 dalla Pony Canyon. Il singolo è arrivato alla trentacinquesima posizione nella classifica settimanale Oricon. Il brano è stato utilizzato come sigla d'apertura dell'anime Shin Koi Hime Musou.

## Tracce
CD singolo PCCG-70065
1. Renka Tairan (恋華大乱)
2. Mitei no Tsuki (下弦の月)
3. Renka Rairan (off vocal ver.)
4. Mitei no Tsuki (off vocal ver.)

Durata: 17:41

## Classifiche
| Classifica (2009)                        | Posizione più alta |
| ---------------------------------------- | ------------------ |
| Giappone (Classifica settimanale Oricon) | 35                 |